# 布尔格 (萨克森-安哈尔特州)
布尔格（德語：Burg，發音：[bʊʁk] ⓘ）是德国萨克森-安哈尔特州耶里肖地区县的城市，也是耶里肖地区县的县治，面积164平方千米，2023年12月31日人口为22,738人。该地有建於中世纪的教堂和塔楼。該地曾拥有欧洲最大的制鞋厂，于1931年开始投產。